# پروانه‌های پادشاهی
پروانه‌های پادشاهی (نام علمی: Cheritra) یک سرده از پروانه‌های پادشاهی نمادین در خانوادهٔ پرنیان‌بالان است. گونه‌های این سرده در قلمرو هندومالایی یافت می‌شوند.

## گونه‌ها
- Cheritra aenea سمپر، ۱۸۹۰ فیلیپین
- Cheritra aenigma کوان، ۱۹۶۷ سوماترا
- Cheritra freja (فابریسیوس، ۱۷۹۳) - پادشاهی معمولی
- Cheritra orpheus (سی.آر. فلدر، ۱۸۶۲)
- Cheritra pallida(دروس، ۱۸۷۳) بورنئو